# Mesocapromys nanus
Espèce
Statut de conservation UICN

PEC2a(i) : Peut-être éteint
Le Hutia nain (Mesocapromys nanus) est une espèce de Rongeurs de la famille des Capromyidés. Ce hutia nain endémique de Cuba. C'est un animal qui est en danger critique d'extinction puisqu'il n'a pas été observé depuis 1930.
L'espèce a été décrite pour la première fois en 1917 par Glover Morrill Allen (1879-1942), un zoologiste américain.

## Répartition
Cette espèce est endémique de Cuba.